# Tokyo String Quartet

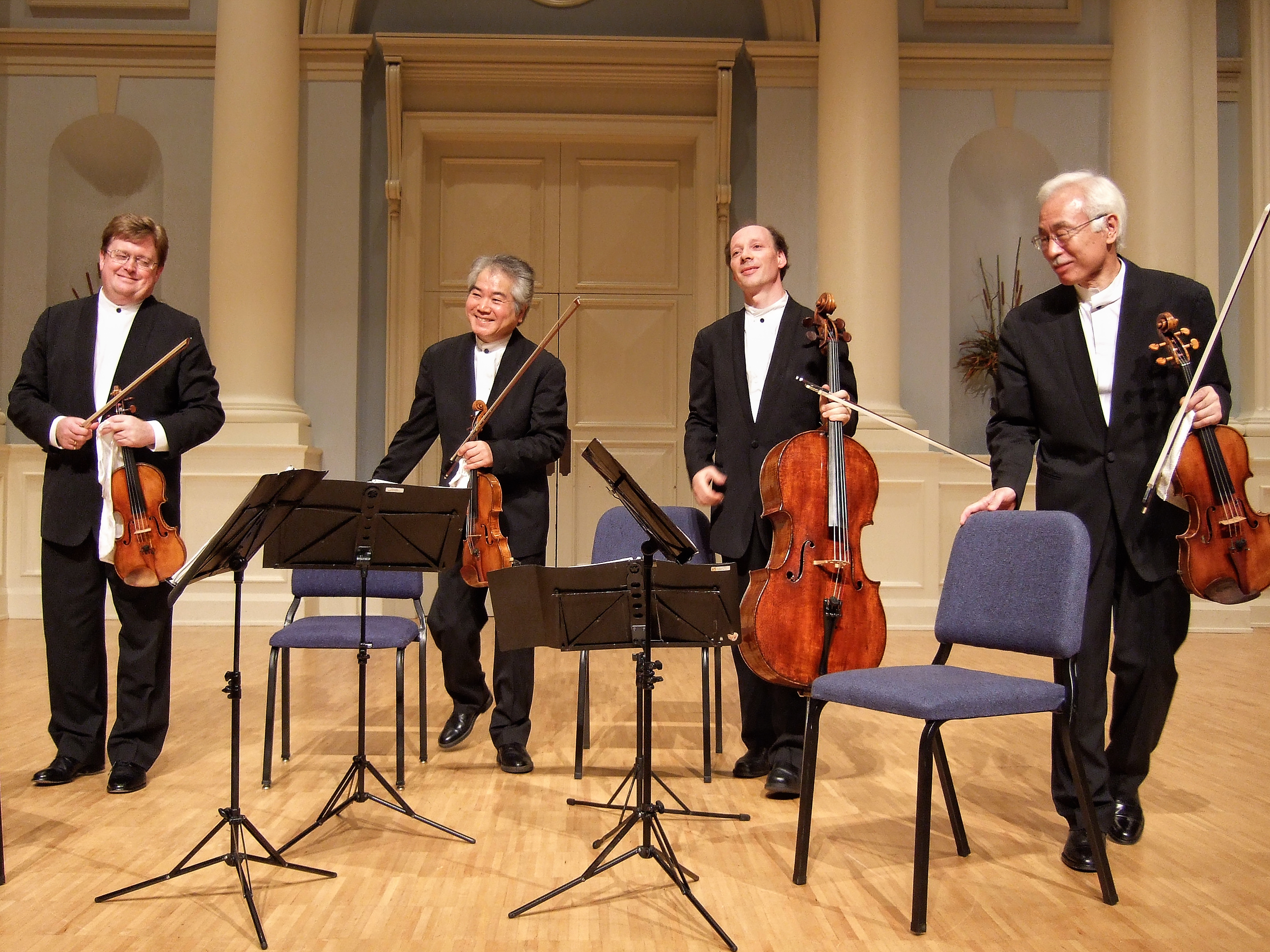
Tokyo String Quartet, von links: Martin Beaver, Kikuei Ikeda, Clive Greensmith, Kazuhide Isomura

Das Tokyo String Quartet  war ein renommiertes Streichquartettensemble, das 1969 an der Juilliard School of Music gegründet wurde und sich im Juli 2013 auflöste.

## Mitglieder
Zuletzt spielte das Quartett in folgender Formation:
- Martin Beaver – Violine (Mitglied seit 2002)
- Kikuei Ikeda – Violine (Mitglied seit 1974)
- Kazuhide Isomura – Viola (Mitglied seit 1969, Gründungsmitglied)
- Clive Greensmith – Violoncello (Mitglied seit 1999)

## Die Stradivaris
Seit 1995 musizierte das Quartett auf vier Stradivari-Instrumenten, die zuvor alle im Besitz von Niccolò Paganini gewesen waren. Nach der Wiedervereinigung dieser vier Instrumente als „Paganini-Quartett“ im Jahr 1946 wurden sie zunächst 20 Jahre lang von Henri Temiankas Paganini-Quartett gespielt, anschließend unter anderem vom Cleveland-Quartett. 1994 erwarb die Nippon Music Foundation die vier Instrumente und stellte sie dem Tokyo String Quartet zur Verfügung. Nach der Auflösung des Tokyo String Quartet im Jahr 2013 verlieh die Nippon Music Foundation die vier Paganini-Stradivaris an das Hagen-Quartett und seit September 2017 an das Quartetto di Cremona.